# 뱀파이어 아카데미 (드라마)
《뱀파이어 아카데미》(영어: Vampire Academy)는 피콕에서 2022년 9월부터 방영된 미국의 판타지 공포 드라마이다. 리첼 미드의 동명 소설을 원작으로 한다.